# Kirovskij rajon (Kraj di Stavropol')
Il Kirovskij rajon (in russo Александровский район?) è un rajon del Kraj di Stavropol', nel Caucaso; il capoluogo è Novopavlovsk. Istituito nel 1924, ricopre una superficie di 1340 chilometri quadrati.